# Novgrad
Novgrad (em búlgaro: Новград) é uma aldeia da Bulgária, localizada no distrito de Ruse. A sua população era de 829 habitantes segundo o censo de 2022.

## História
O vilarejo de Novgrad foi fundado depois de 1388 por búlgaros locais que sobreviveram à destruição da fortaleza próxima de Neokastro (Novakesri) pelos otomanos.